# Aimophila ruficeps
Il passero caporossiccio (Aimophila ruficeps (Cassin, 1852)) è un uccello della famiglia dei Passerellidi, diffuso negli Stati Uniti d'America e in Messico.